# Jean-Michel Chambon de La Tour
Jean-Michel Chambon de La Tour est un homme politique français, né le 22 août 1739 à Uzès (Gard) et mort le 6 avril 1815 dans la même ville.

## Fonctions
Jean-Michel Chambon de La Tour est maire d'Uzès lorsqu'il est élu représentant du tiers-état à la sénéchaussée de Nîmes et Beaucaire aux États-généraux de 1789. 
Il est élu suppléant, le deuxième sur trois, pour le département du Gard à la Convention nationale en septembre 1792. Il remplace son collègue démissionnaire Joseph-François Balla. 